# Stora Ragvaldstjärnen
Stora Ragvaldstjärnen är en sjö i Hedemora kommun i Dalarna och ingår i Dalälvens huvudavrinningsområde.